# Aguadulce (huyện)
Huyện Aguadulce là một huyện (distrito) thuộc tỉnh Coclé ở Panama. Theo điều tra dân số năm 2000, huyện này có dân số 39290 người. Huyện Aguadulce có diện tích 466 km2. Huyện lỵ đóng tại Aguadulce.